# Dolichopeza (Nesopeza) oberon
Dolichopeza (Nesopeza) oberon is een tweevleugelige uit de familie langpootmuggen (Tipulidae). De soort komt voor in het Oriëntaals gebied.